# Verneuilinoidinae
Verneuilinoidinae es una subfamilia de foraminíferos bentónicos de la familia Verneuilinidae, de la superfamilia Verneuilinoidea, del suborden Verneuilinina y del orden Lituolida. Su rango cronoestratigráfico abarca desde el Pennsylvaniense (Carbonífero superior) hasta la Eoceno.

## Discusión
Clasificaciones previas incluían Verneuilinoidinae en el suborden Textulariina del orden Textulariida, o en el orden Lituolida sin diferenciar el suborden Verneuilinina.

## Clasificación
Verneuilinoidinae incluye a los siguientes géneros:
- Duotaxis †
- Eggerellina †
- Flourensina †
- Gaudryinopsis †
- Mooreinella †
- Paleogaudryina †
- Paragaudryina †
- Talimuella †
- Verneuilinoides †
- Vialovella †

Otros géneros asignados a Verneuilinoidinae y clasificados actualmente en otras familias son:
- Falsogaudryinella †, ahora en la familia Reophacellidae
- Pseudoreophax †, ahora en la familia Reophacellidae
- Reophacella †, ahora en la familia Reophacellidae
- Uvigerinammina †, ahora en la familia Reophacellidae

Otro género considerado en Verneuilinoidinae es:
- Digitina †, aceptado como Mooreinella